# Disternopsis albostictica
Disternopsis albostictica là một loài bọ cánh cứng trong họ Cerambycidae.